# باسترک
باسترک‌ها (به انگلیسی: Thrasher) گروهی از پرندگان گنجشک‌سان جهان جدید هستند که به پرندگان مقلد و گربه‌مرغ‌های جهان جدید مربوط می‌شوند. مانند آن‌ها در خانواده مقلدمرغان هستند. ۱۵ گونه در یک جنس بزرگ و ۴ سردهٔ تک‌نماد وجود دارد.
نام رایج آنها رفتار این پرندگان هنگام جستجوی غذا روی زمین توصیف می‌کند: آنها از نوک بلند خود برای «کوبیدن» به خاک یا برگ‌های مرده استفاده می‌کنند. همه این پرندگان حشرات را می‌خورند و چندین گونه نیز توت‌ها می‌خورند.

## فهرست آرایه‌شناسی
سردهٔ Oreoscoptes
- باسترک علفی، Oreoscoptes montanus

سردهٔ کمان‌دهان‌ها - باسترک‌های نمادین
دربردارندهٔ ده گونه
سردهٔ Ramphocinclus
- باسترک سینه‌سفید، Ramphocinclus brachyurus

سردهٔ Allenia - در گذشته در سردهٔ Margarops
- باسترک سینه‌پولکی، Allenia fusca
  - باسترک سینه‌پولکی باربادوس، Allenia fusca atlantica - منقرض‌شده (حدود ۱۹۹۰)

سردهٔ Margarops
- باسترک چشم‌مروارید، Margarops fuscatus